# NGC 5637
إن جي سي 5637 (بالألمانية: NGC 5637) التي يرمز لها بالرمز NGC 5637، هي مجرة، في كوكبة العواء.

## الاكتشاف
اكتشفت في 10 أبريل 1785، بواسطة ويليام هيرشل.